# Puro Sentimiento (Album musical)
Puro Sentimiento es el séptimo álbum del cantautor colombiano Charlie Zaa, lanzado en 2004. El primer sencillo del disco fue Llora Corazón, que logró ser la canción más reconocida de este trabajo discográfico.

## Lista de temas
1. «Llora Corazón»
2. «Fatalidad - Perdón Por Adorarte»
3. «Senderito de Amor»
4. «Ni Me Llaman Ni Me Escriben»
5. «Navidad»
6. «Traicionera - Pesares»
7. «Lamparilla»
8. «Como Una Sombra»
9. «Pobre Novia: En Ese Mas Allá»
10. «Soñar y Nada Mas» (Cantada a Dúo Con Su Padre)